# Project Athena
Project Athena とは、1983年から1991年6月30日まで8年間に亘って行われた、マサチューセッツ工科大学(MIT)とDEC、IBMの共同研究開発プロジェクトである。一般に、最大ワークステーション1万台レベルにまで拡張可能なコンピュータ環境、しかも異機種混在で首尾一貫した環境を作り出すことが目的と見なされている。しかし、実際にはMIT内の教育環境の向上を目的としていた。学内のどのワークステーションを使っても、同じファイルやアプリケーションを探すことができ、特にユーザインタフェースやサービスに大きな差異がないようにするというコンセプトで行われた。これは今日のインターネットでのブラウジングによく似ており、このようなコンセプトで教育環境が向上すると考えられていた。
このプロジェクトは様々な技術を生み出し、それらは今日でも使われている。例えば、X Window System やケルベロス認証がある。Project Athena で開発された他の技術として、Xaw（ウィジェット・ツールキット）、Zephyr（世界初のインスタントメッセージシステム）、Hesiod（DNSサーバ）がある。
X Window System は、Project Athena と MITコンピュータ科学研究所の共同プロジェクトとして始まり、Athena でもその成果が利用された。
1991年に終了したとき、コンピュータ環境は Athena システムと改称され、その後もMIT学内の各所で使われ続けている。ただし、最近では無線ネットワークと携帯可能なコンピュータの組合せが増加しつつある。
ピクサー・アニメーション・スタジオ（当時は、ルーカスフィルムの Computer Graphics Project）は、初期の15台の Project Athena システムを使い、短篇CG映画『アンドレとウォーリーB.の冒険』を製作した。
アイオワ州立大学では、Athenaを実装するプロジェクトとして Project Vincent を実施している。プロジェクト名は、アタナソフ&ベリー・コンピュータで知られるジョン・アタナソフに由来している。
ノースカロライナ州立大学も派生プロジェクト Eos/Unity を実施している。
カーネギーメロン大学は、類似のプロジェクトとして Andrew Project を実施している。このプロジェクトで生まれた AFS は Athena でもファイルシステムとして使われた。
メリーランド大学カレッジパーク校も派生プロジェクト Project Glue を実施している。